# Contea di Storey
La contea di Storey, in inglese Storey County, è una contea dello Stato del Nevada, negli Stati Uniti. La popolazione al censimento del 2000 era di 4 110 abitanti. Il capoluogo di contea è Virginia City.

## Geografia fisica
La contea si trova nella parte occidentale del Nevada. L'U.S. Census Bureau certifica che l'estensione della contea è di 684 km², di cui 681 km² composti da terra e i rimanenti 3 km² composti di acqua. Per superficie, è la contea più piccola dello Stato.

### Contee confinanti
- Contea di Washoe - nord-ovest
- Contea di Lyon - sud-est
- Carson City - sud-ovest

## Storia
La contea fu istituita nel 1861 e deve il suo nome a Edward Farris Storey.

## Comuni
Comunità non incorporata:
- Clark
- Gold Hill
- Lockwood
- Virginia City
- Virginia City Highlands